# Naval 1º de Maio
Associação Naval 1º de Maio is een op 1 mei 1893 opgerichte voetbalclub uit Figueira da Foz, Portugal.
De club speelde in het seizoen 2005/06 voor het eerst in de Primeira Liga (het hoogste niveau). De volgende vijf seizoenen kwam het ook op het hoogste niveau uit met de achtste plaats in het seizoen 2009/10 als hoogste eindklassering. In het seizoen 2010/11 eindigde de club als zestiende en degradeerde derhalve naar de Liga de Honra. Aan het einde van het seizoen 2012/13 trok de club zich terug uit de tweede divisie.

## Bekende (oud-)spelers
- Henrique Hilário